# Hagen-Quartett

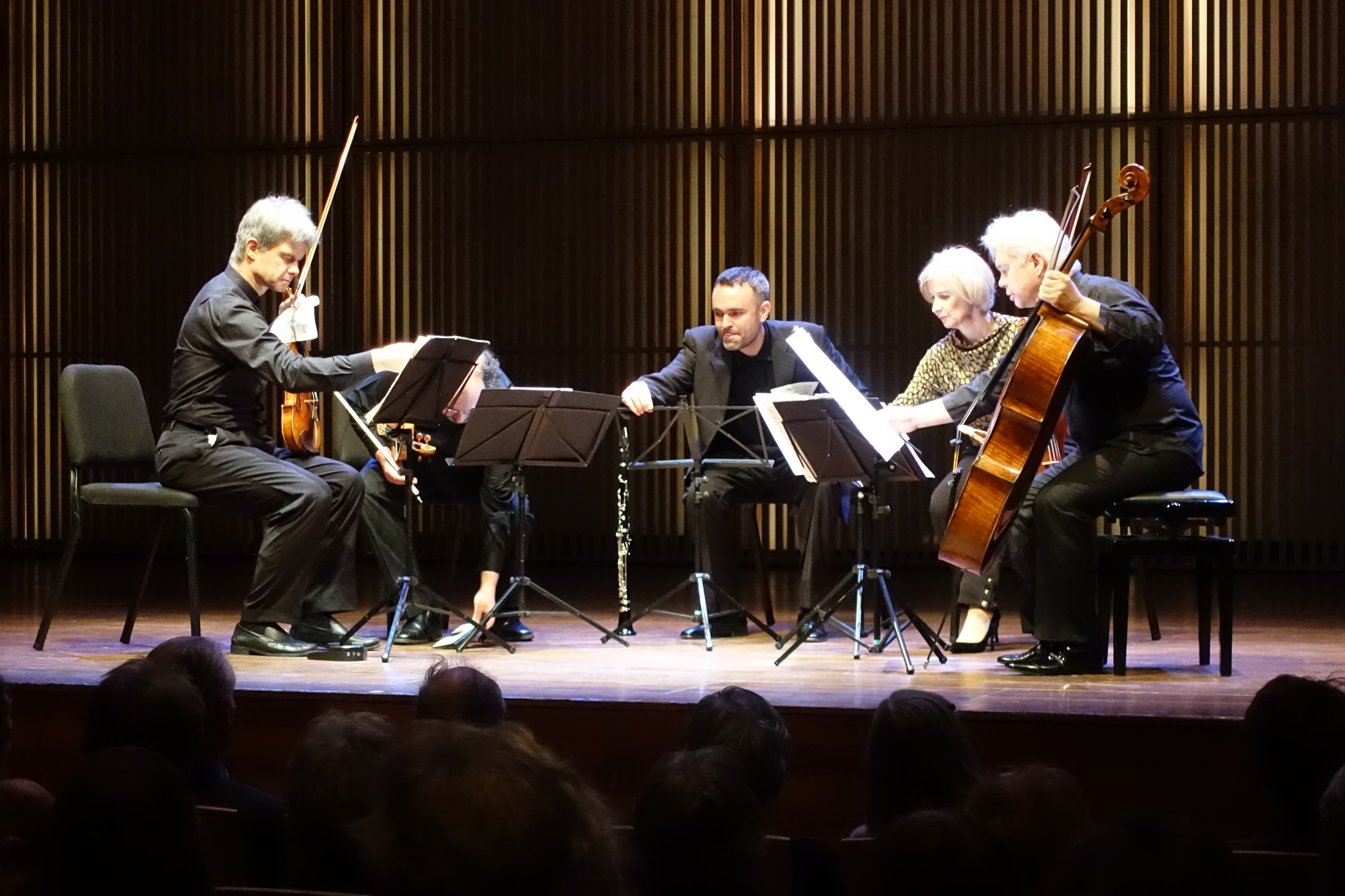
Hagen-Quartett im Muziekgebouw aan ’t IJ mit Jörg Widmann (2018)

Das Hagen-Quartett ist ein in den 1970er Jahren gegründetes Streichquartettensemble aus Salzburg und gehört zu den führenden Streichquartetten der Welt. Es bestand ursprünglich aus vier Geschwistern, von denen drei nach wie vor in dem Quartett musizieren. Bekannt machte das Hagen-Quartett besonders seine Gesamteinspielung der Streichquartette Mozarts.
Als „Hagen-Kinder“ gewann das Quartett Mitte der 1970er Jahre beim Wettbewerb Jugend musiziert in Leoben den ersten Preis. 1981 lud Gidon Kremer das Quartett zu seinem ersten Kammermusikfest Lockenhaus ein; dieser erste Auftritt vor internationalem Publikum gilt als offizielle „Geburtsstunde“ des Quartetts. Das Quartett wurde von Nikolaus Harnoncourt gefördert.
Das Hagen-Quartett spielte im Zeitraum Dezember 2013 bis August 2017 auf vier Stradivari-Instrumenten, die ihm die Nippon Music Foundation als Leihgabe überließ. Die vier Stradivari-Instrumente hatten einst alle dem italienischen Geiger Niccolò Paganini gehört und sind seit 1946 als sogenanntes „Paganini-Quartett“ vereint geblieben.

## Mitglieder
| Aktuelle Zusammensetzung - Lukas Hagen (Violine) - Rainer Schmidt (Violine), seit 1987 - Veronika Hagen (Viola) - Clemens Hagen (Violoncello) | Ehemalige Mitglieder - Angelika Hagen (Violine), bis 1981 - Annette Bik (Violine), 1981 bis 1987 |

## Diskografie (Auswahl)
(Musiklabel, wenn nicht anders angegeben: Deutsche Grammophon)
- W. A. Mozart: Sämtliche Streichquartette
- J. Haydn: Die 6 Sonnenquartette op. 20, Reiterquartett und Lerchenquartett
- J. Brahms: Die Streichquintette (mit Gérard Caussé)
- Dvořák/Kurtág/Schulhoff: Streichquartette
- Beethoven: Streichquartett op. 95, Schubert: Streichquartett G-Dur D 887
- L. van Beethoven: Streichquartette op. 18/4 und op. 131
- F. Schubert: „Rosamunde“ und Quartettsatz
- D. Schostakowitsch: Quartette Nr. 4/11/14
- W. A. Mozart: Kleine Nachtmusik und die Divertimenti (mit Alois Posch, Kontrabass)
- Lutosławski/Ligeti/Schnittke: Streichquartette
- Schubert: Der Tod und das Mädchen, Beethoven: op. 135
- Weber/Mozart: Klarinettenquintette (mit Eduard Brunner)
- Debussy/Ravel: Streichquartette
- Mozart: 4-stimmige Fugen (nach J. S. Bach) KV 405, Adagio und Fuge KV 546; Beethoven: Streichquartett B-Dur op. 130 und Große Fuge op. 133
- Beethoven: Streichquartette op. 18/1 und op. 59/1
- Beethoven: Streichquartette op. 127 und op. 132
- F. Schubert: Forellenquintett (mit András Schiff und Alois Posch), Label: Decca
- Schumann: Streichquartett op. 41/1 und Klavierquintett (mit Paul Gulda)
- Schumann: Streichquartett op. 41/2 und op. 41/3